# Мустонен, Сара
Сара Джоанна Мустонен (фин. Sara Johanna Mustonen, род. 8 февраля 1981, Хёганес, Мальмёхус) — шведская профессиональная велогонщица, в последнее время выступала за команду Chevalmeire Cycling Team категории UCI Women’s Team.

## Биография
Её отец — финн. До пятнадцати лет она занималась верховой ездой, точнее, выездкой. Затем она занялась боксом. В возрасте 25 лет работала курьером и открыла в себе способность ездить на велосипеде.
В 2011 году переехала в город Гера в Германии к своему партнёру.

## Карьера
Сара Мустонен стала профессионалом в конце 2006 года в команде SC Michela Fanini Rox. Она участвовала в групповых гонках на Олимпийских играх 2008 года в Лондоне и 2016 года в Рио-де-Жанейро.
Выступила в групповой гонке на чемпионате мира 2013 года во Флоренции.
Несколько раз становилась призёром чемпионата Швеции в групповой и индивидуальной гонках.

## Достижения
2006
5-я на Чемпионате Швеции — индивидуальная гонка
2008
6-я на Туре Берна
10-я на Гран-при Либерационе
2009
4-я на Чемпионате Швеции — групповая гонка
5-я на Чемпионате Швеции — индивидуальная гонка
4-я на Туре Бретани
4-я на Омлоп ван Борселе
5-я на Холланд Хилс Классик
6-я на Опен Воргорда RR
7-я на Туре Нюрнберга
9-я на Ронде ван Гелдерланд
2010
3-я на Чемпионате Швеции — групповая гонка
3-я на Чемпионате Швеции — индивидуальная гонка
6-я на Дварс дор де Вестхук
8-я на Туре Лимузена
8-я на Гран-при Руселаре
9-я на Туре Новой Зеландии
9-я на Рут де Франс феминин
9-я на Гран-при Эльзи Якобс
2011
3-я на Чемпионате Швеции — индивидуальная гонка
4-я на Чемпионате Швеции — групповая гонка
3-я на Шоле — Земли Луары
5-я на Туре острова Чунмин
5-я на Омлоп ван Борселе
2012
10-я на Туре Бельгии
2013
5-я на Туре острова Чунмин Кубок мира
10-я на Тура острова Чунмин
2014
3-я на Чемпионате Швеции — групповая гонка
5-я на Чемпионате Швеции — индивидуальная гонка
4-я на 7-Дорпеномлоп Албург
6-я на Шоле — Земли Луары
2015
2-я на Чемпионате Швеции — групповая гонка
2-я на Чемпионате Швеции — индивидуальная гонка
3-я на Омлоп ван хет Хегеланд
3-я на Трофее Мартена Винантса
2016
2-я на Чемпионате Швеции — групповая гонка
5-я на Даймонд Тур
7-я на Туре Норвегии
2017
9-я на Эрондегемсе Пейл
2018
3-я на Туре Уппсалы
3-я на Туре Гуанси
10-я на Гран-при Исберга
2019
Тур Уппсалы
1-я в генеральной классификации
1-я в очковой классификации
1-й этап
9-я на Вуэльте Валенсии

## Рейтинги
| Год                 | 2009 | 2010 | 2011 | 2012  | 2013 | 2014 | 2015 | 2016 | 2017  | 2018 | 2019  |
| ------------------- | ---- | ---- | ---- | ----- | ---- | ---- | ---- | ---- | ----- | ---- | ----- |
| Мировой рейтинг UCI | 43-й | 57-й | 51-й | 335-й | 80-й | 87-й | 91-й | 83-й | 516-й | 64-й | 217-й |
| Мировой тур UCI     |      |      |      |       |      |      |      | 94-й | -     | 66-й | 130-й |
|                     |      |      |      |       |      |      |      |      |       |      |       |
| Источник: UCI       |      |      |      |       |      |      |      |      |       |      |       |